# Stereomyrmex horni
Stereomyrmex horni är en myrart som beskrevs av Carlo Emery 1901. Stereomyrmex horni ingår i släktet Stereomyrmex och familjen myror. Inga underarter finns listade i Catalogue of Life.

## Bildgalleri

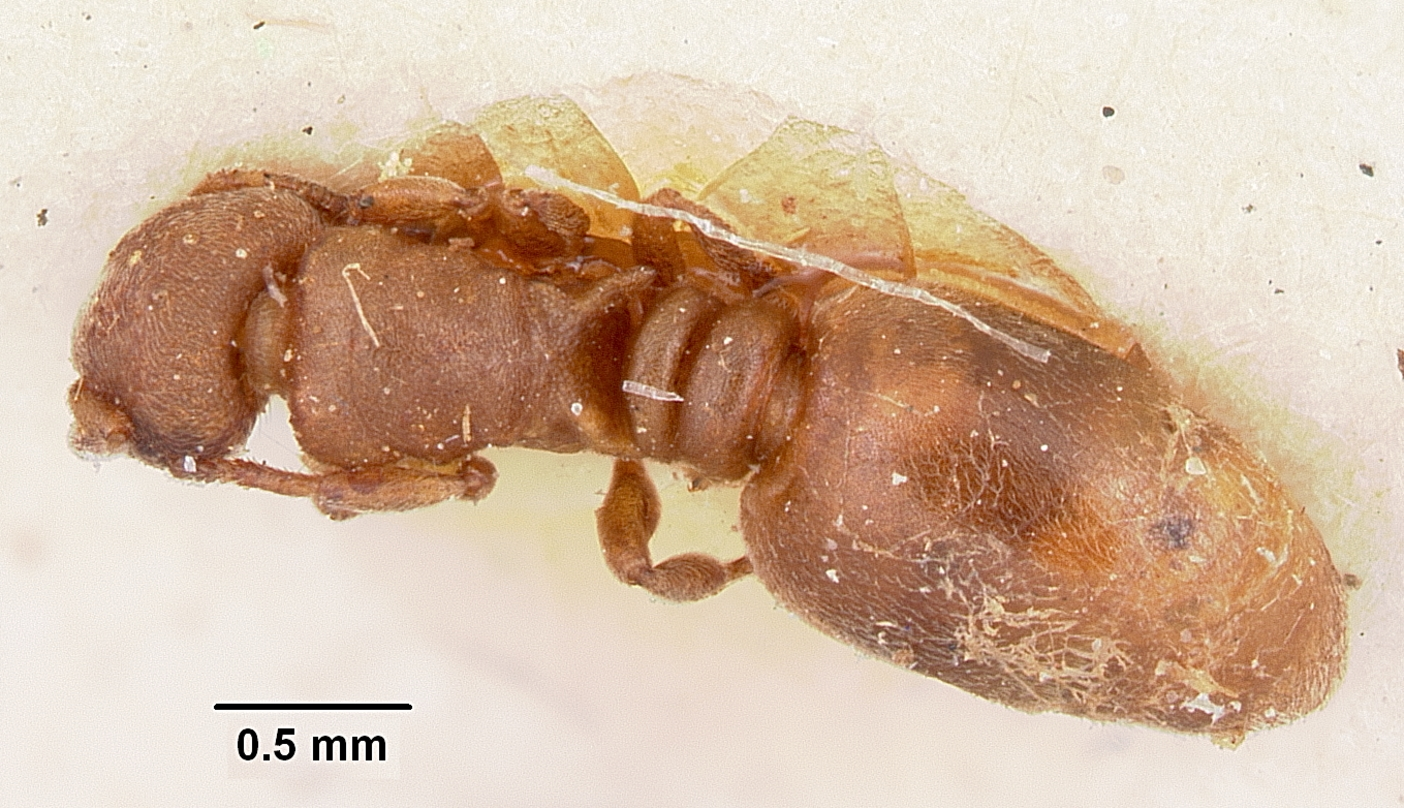
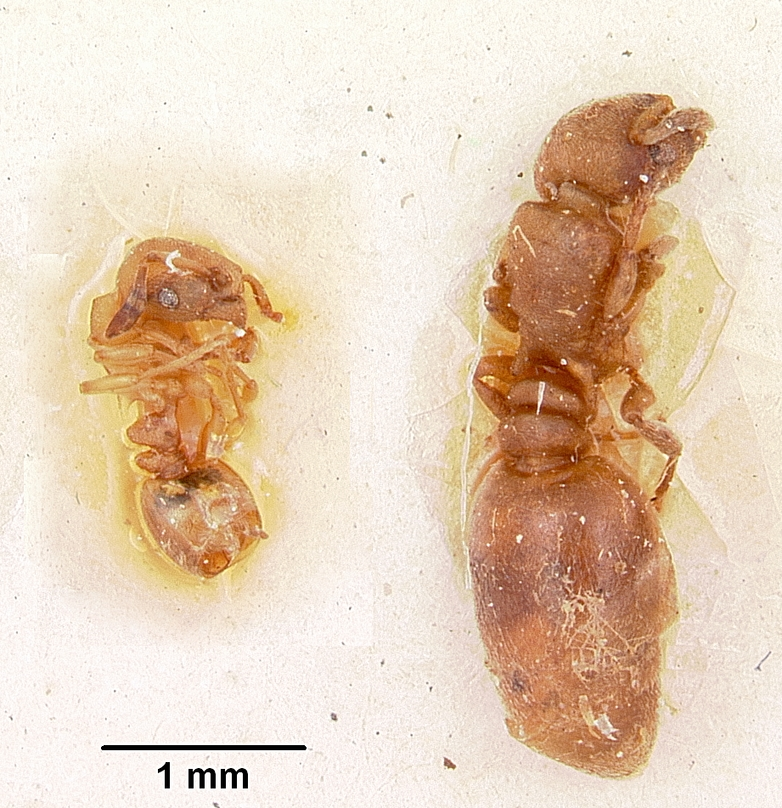
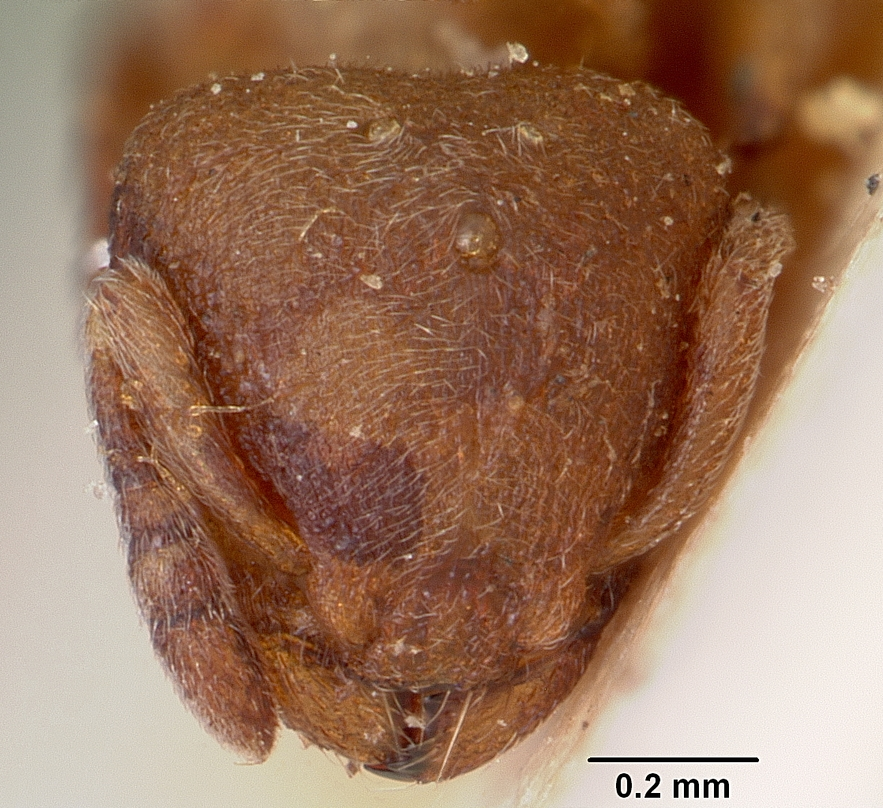
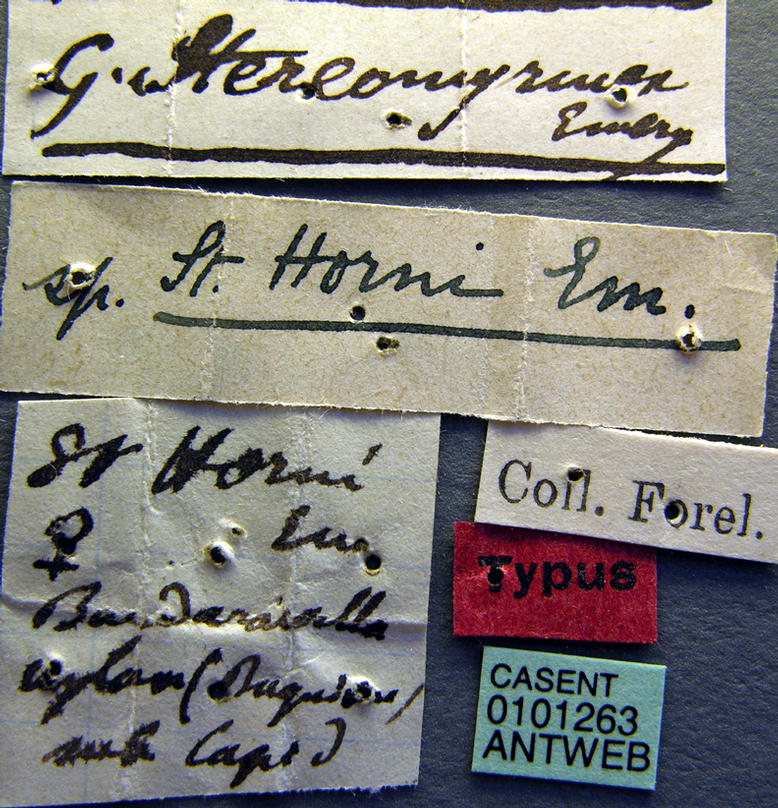
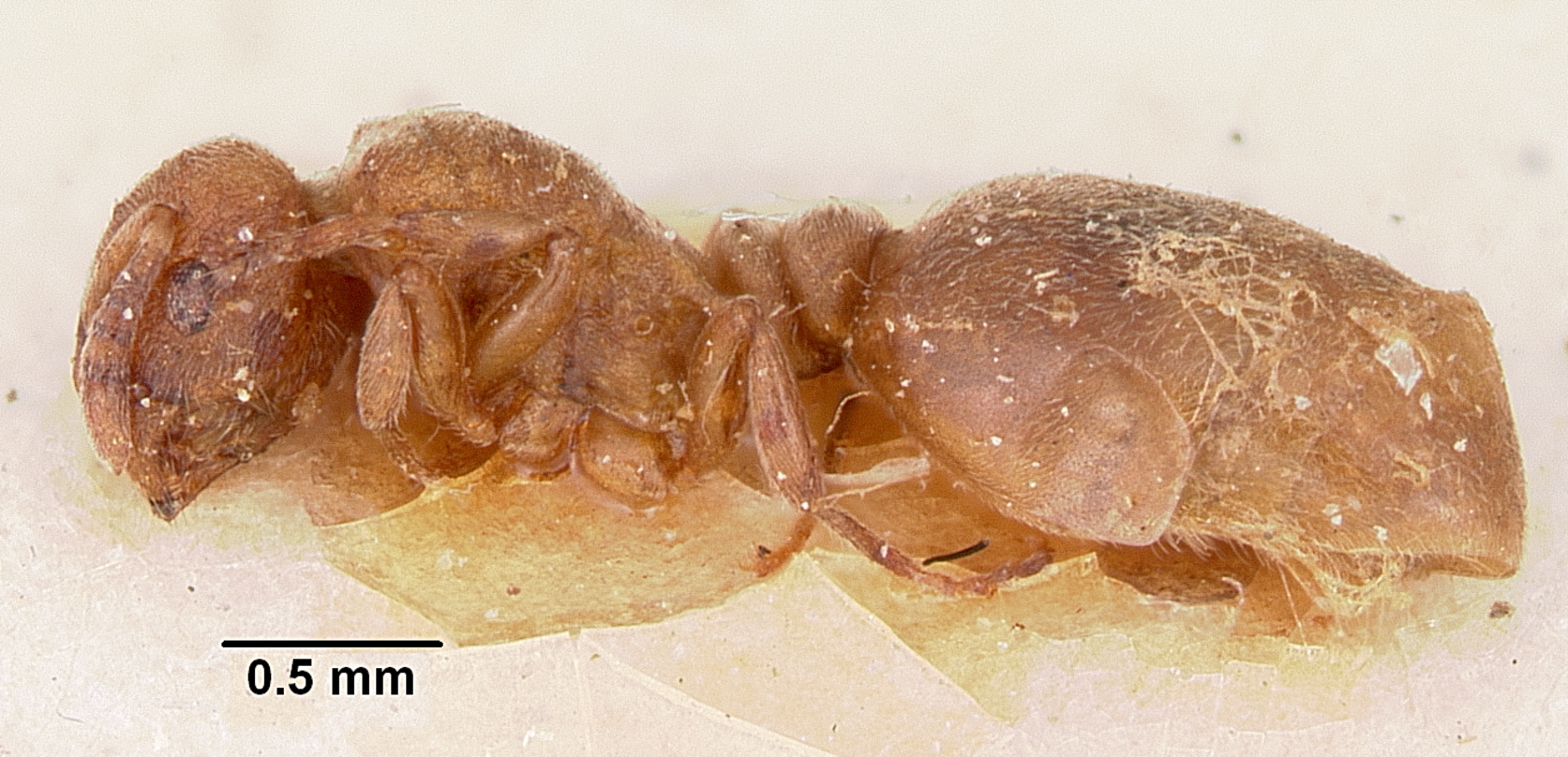
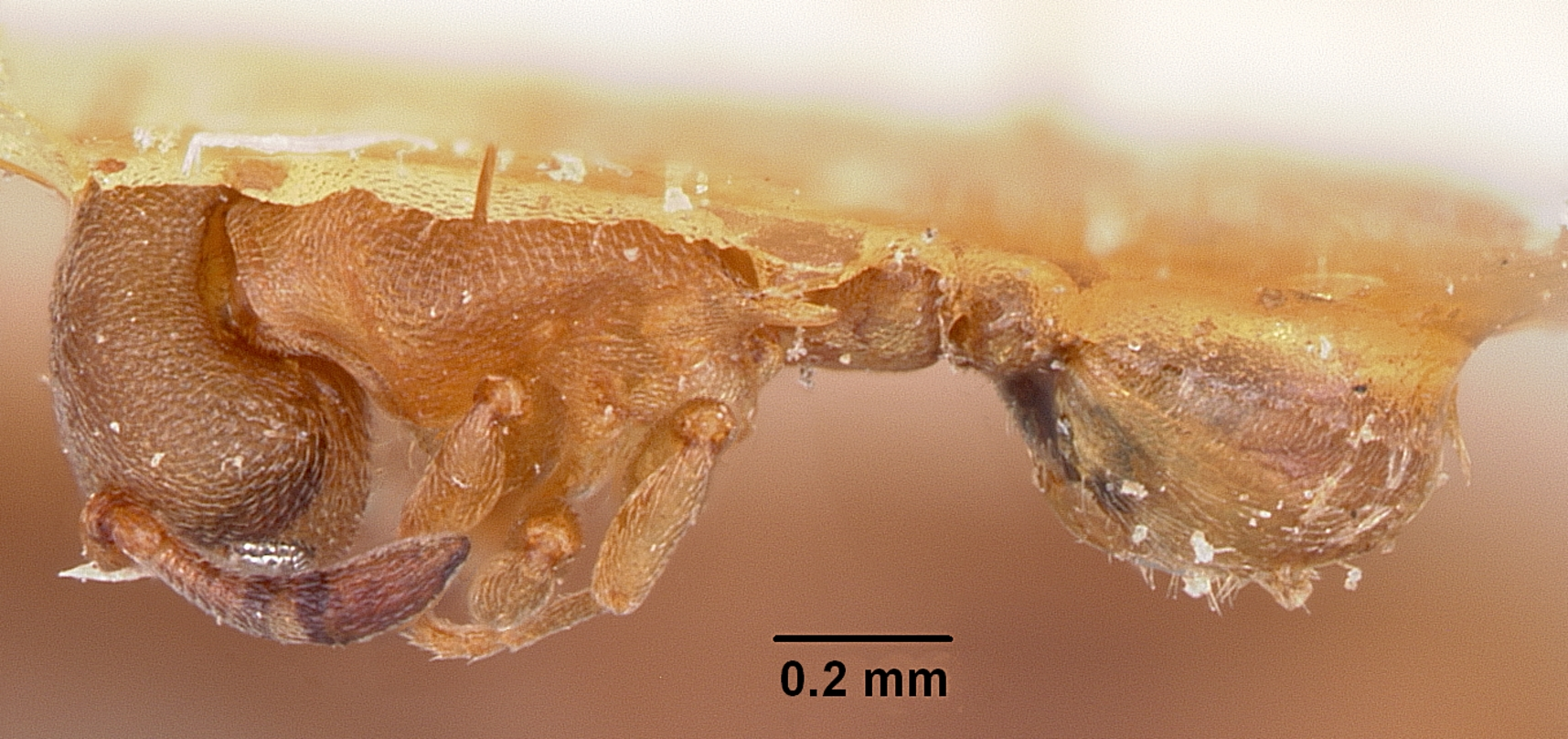